# 龍南烏石圍
龍南烏石圍位於中華人民共和國江西省贛州市龍南市，是一座興建於明代萬歷年間的客家圍屋。2019年10月7日公布为第八批全国重点文物保护单位。